# Novi dvori (Zaprešić)
Novi dvori egy 17. századi eredetű uradalmi központ épületegyüttese Horvátországban, Zaprešić városában. 

## Fekvése
A város központjától másfél kilométerre északra, egy nagy parkban fekszik. 

## Története
Novi dvori kastélyát 1611-ben a Zrínyiek építették. Eredeti formájában egy egyszintes, főként fából épített nemesi udvarház volt. Későbbi tulajdonosai a Csikulin, a Sermage, a Festetich és Erdődy családok voltak. 1851-ben Josip Jelačić vásárolta meg Erdődy Sándor gróftól és átalakíttatta. Ennek során keleti részét 18 méterrel meghosszabbították, a kastély emeletét is kibővítették és felújították, burkolólapokkal borították, valamint egy nagy alagsort és új, historizáló stílusú homlokzatot alakítottak ki. A kastély 1863-ban testvére Đure Jelačić tulajdona lett, majd tőle lánya Anke Jelačić örökölte, aki halála után 1934-ben Matica Hrvatska szervezetre hagyta. 1919-ben Vera Jelačić grófnő a novi dvori fegyver és festménygyűjteményt a akkori Horvát Népi Múzeumnak adományozta. 1941 és 1945 között a horvát nemzetvezető Ante Pavelić rezidenciája volt benne. 1945 és 1956 között mezőgazdasági – háztartási iskola működött benne, majd 1970-ig mezőgazdasági iskola és gyermekotthon volt. 2017 májusában bejelentették, hogy Zaprešić városa 40 millió kunát kap az Európai Unió forrásaiból a kastély teljes felújítása érdekében. A helyreállítás után a kastélyt lakóhelyként fogják használni ünnepi alkalmakra és különféle kiállításokra.

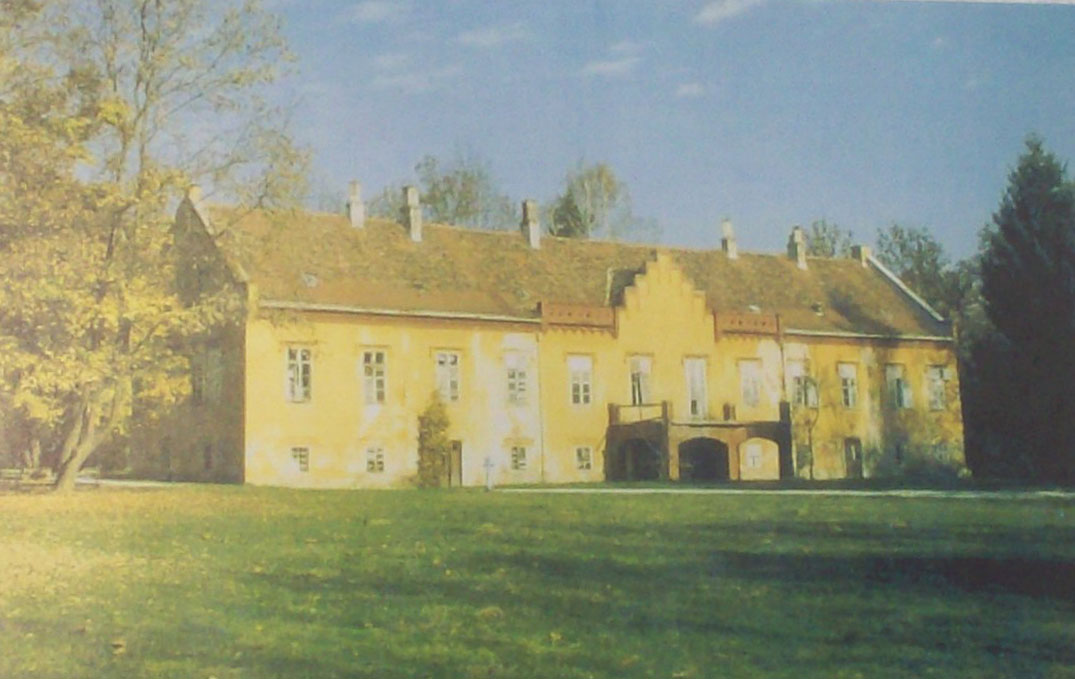
Novi dvori a felújítás előtt

1855-ben Jelačić a kastély melletti rétre építette a neogótikus Szent József kápolnát. Amikor Jelačić kilenc hónapos lánya, Ana 1855 szeptemberében Csehországban hirtelen meghalt, sírhelyét sietve alakították ki a kápolnában. 1859. május 26-án maga Josip Jelačić bán, valamint 1875-ben testvére Antun is ide temetkezett. 1945 után a kápolna lévő összes berendezése eltűnt, később a sírokat újra felszentelték. 1991 februárjában, mielőtt a kápolna rekonstrukciója megkezdődött, a maradványokat ideiglenesen áthelyezték a Mirogojba, majd 1992 októberében a felújított családi sírboltba helyezték át. 

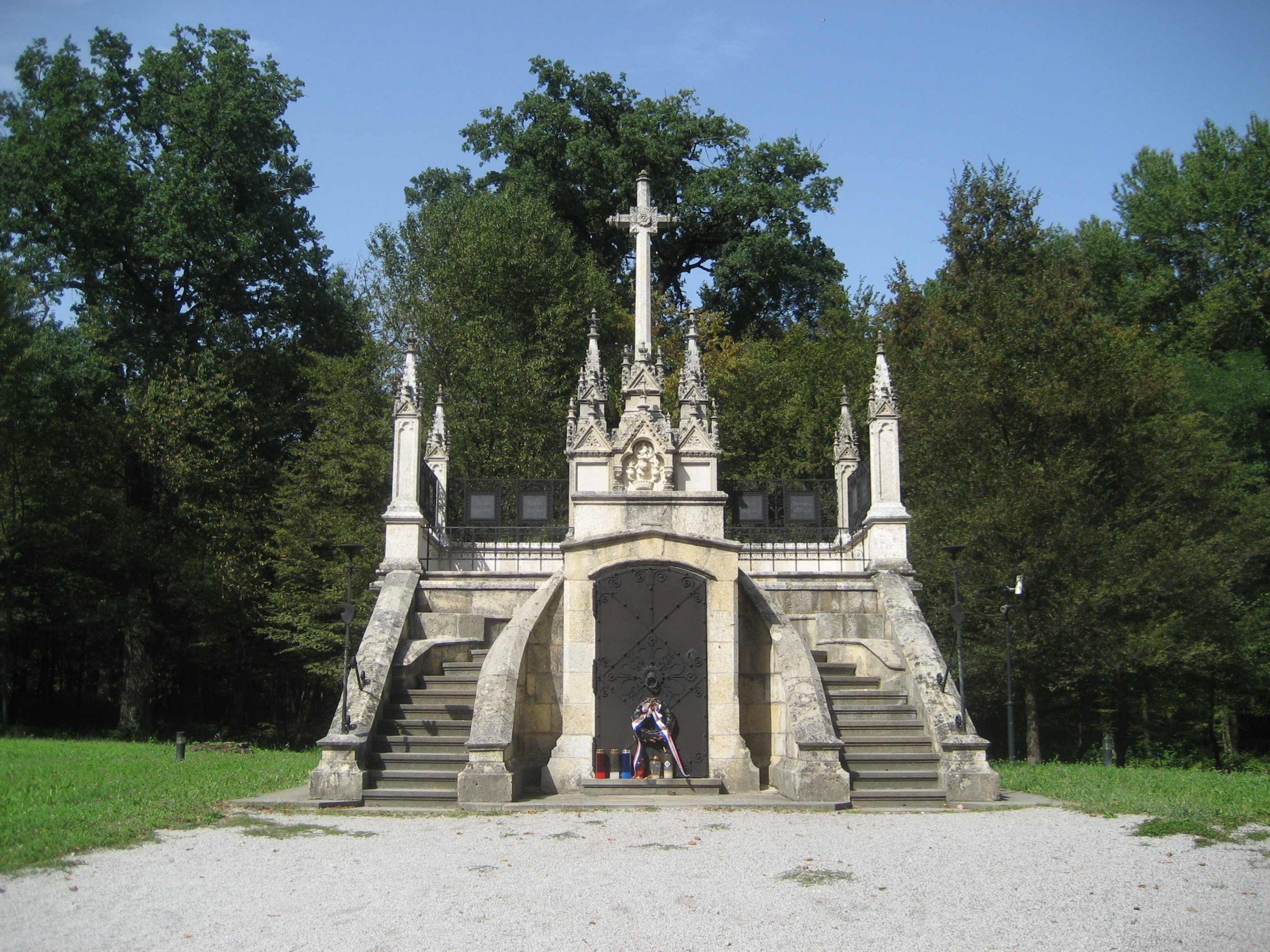
A Jelačić család sírboltja

1884-ben Đuro Jelačić gróf bátyja végakaratának megfelelően a parkban egy fehér kőből készült sírboltot építtetett. Terveit korának neves építésze Hermann Bollé készítette, az építészeti munkákat I. Franz szobrászművész végezte. Építéséhez a fehér követ az 1880-as földrengésben súlyosan megrongálódott zágrábi székesegyház felújításakor fel nem használt kövekből hozták. 1935. július 24-én éjjel a sírokat ismeretlen vandálok fosztották ki. A sírokat 1987-ben ismét vandálok fosztották ki, akik ezúttal Josip Jelačić, testvére Antun és kicsi lánya, Anica maradványait is megszentségtelenítették.

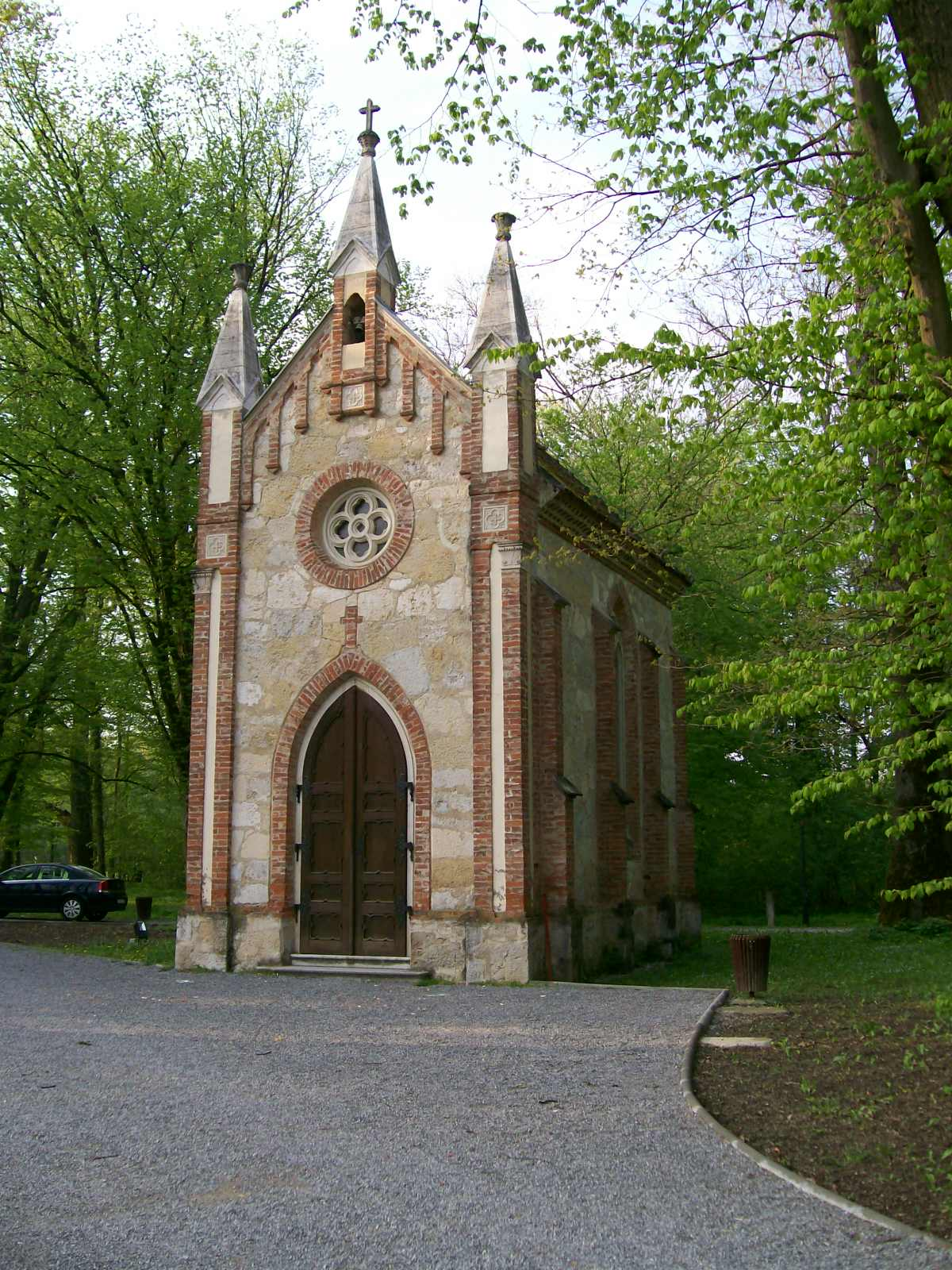
A Szent József kápolna

## Mai állapota
A Novi dvori monumentális lakó- és gazdasági komplexuma 20,5 hektáros területen terül el, a kastély és a Szent József kápolna mellett Josip Jelačić családi sírboltja, park, gyümölcsös, lakó- és mezőgazdasági épületek, zöldségkert, szántóföld és egy parkerdő tartoznak hozzá.
Az épületegyüttesben többek között raktárak, kiállítóterem, múzeum és szálloda működik. Az egykori gyümölcsraktárt, egy háromszintes magtárat 1987-ben rendezték be galériaként, ma a Matija Skurjeni múzeum van elhelyezve benne. A híres naiv művész Matija Skurjeni festményeinek állandó kiállítása, valamint az Új Jelačić-palota történelmi fotókiállítása található itt. 2004-óta itt van a Jelačić bán golf klub központja és gyakorlópályája. 